# Capronnieria abretia
Capronnieria abretia är en fjärilsart som beskrevs av Jean-Baptiste Capronnier 1874. Capronnieria abretia ingår i släktet Capronnieria och familjen praktfjärilar. Inga underarter finns listade i Catalogue of Life.